# Clayton-le-Woods
Clayton-le-Woods – wieś w Anglii, w hrabstwie Lancashire, w dystrykcie Chorley. Leży 39 km na północny zachód od miasta Manchester i 298 km na północny zachód od Londynu. W 2001 miejscowość liczyła 14 528 mieszkańców.